# Агнеса Естергазі
Графиня Агнеса Естергазі, також Аньєс Естергазі (угор. Esterházy Ágnes; нар. 15 січня 1891, Клуж-Напока — пом. 4 квітня 1956, Мюнхен) — австрійська акторка німого кіно та театру.

## Життєпис
Донька графа Іосіка Браніцького та його дружини, вродженої графині Агнеси Естергазі. У 1910 році одружилася з актором і режисером Фріцом Шульцем і після закінчення Першої світової війни покинула рідну Трансільванію, що відійшла до Румунії. Вона переїхала до Будапешта, де брала уроки акторської майстерності в Ільки Палмай і працювала в місцевому театрі, а також дебютувала у німому кіно у 1920 році. 1923 на запрошення кіностудії Sascha-Film приїхала на зйомки до Відня. Незабаром послідували контракти в Мюнхені і Берліні. У 1920-ті Агнеса Естергазі багато знімалася в другорядних ролях, іноді отримуючи головні ролі в німецькому кіно. З поширенням звукового кіно кінокар'єра Агнеси Естергазі завершилася. Вона грала у театрі, переважно в Остраві. У 1943 році вона востаннє знялася в кіно. Багаторічні стосунки пов'язували Естергазі з Імре Кальманом, заради якого вона навіть розірвала свій шлюб. Агнеса Естергазі стала прототипом багатьох героїнь оперет Кальмана — «Сільви», «Маріци», «Принцеси цирку».

## Обрана фільмографія
- 1923 — Юний Медард / Der junge Medardus
- 1925 — Безрадісний провулок / Die Freudlose Gasse
- 1926 — Празький студент / Der Student von Prag — Марґіт
- 1927 — Бідний студент / Der Bettelstudent
- 1927 — Кохання (1927) / Liebe — графиня Серезі
- 1928 — Втеча з пекла / Flucht aus der Hölle
- 1928 — Маркіз де Еон, шпигун мадам Помпадур / Marquis d'Eon, der Spion der Pompadour — мадам Помпадур